# M.C. Kids
M.C. Kids es un juego de plataformas desarrollado y distribuido por Virgin Interactive. Fue lanzado inicialmente para la Nintendo Entertainment System en febrero de 1992 en América del Norte, y por Ocean Software 1993 en Europa. Como un producto con licencia para la franquicia de McDonald's, el juego de vez en cuando cuenta los distintos logos y personajes de los anuncios de señalización restaurante y televisión de McDonald's, a los efectos del avance de parcela y power-ups. Está protagonizada por dos niños que se aventuran en el mundo de fantasía de McDonaldland con el fin de devolver a Ronald McDonald's su bolsa mágica, que ha sido robada por Hamburglar.
M.C. Kids también fue lanzado para Commodore 64, Amiga, Atari ST y MS-DOS, aunque todas estas versiones del ordenador personal se vendieron solo en Europa. Además, una versión diferente del juego fue lanzada para la Game Boy, como McDonaldland. Esta versión fue lanzada fuera de Europa como Spot: The Cool Adventure, con el tema sobre la franquincia de Cool Spot. Virgin Interactive lanzaría otro juego basado en la franquicia de McDonald's para la Sega Mega Drive/Genesis llamado Global Gladiators que es más de una tradicional de desplazamiento lateral juego de acción-aventura.
El juego fue diseñado para ser promocionado en la cajita feliz de McDonald's pero esta no aceptó.

## Modo de juego
El jugador puede elegir jugar como uno de los dos M.C. Kids. No hay ninguna diferencia entre los dos personajes, aparte de sus estilos de color de la piel y del pelo. Hasta dos jugadores pueden jugar el juego a la vez, y ambos personajes pueden caminar, saltar, agacharse y recoger los bloques para lanzar a los enemigos a medida que viajan a través de los siete grandes mundos de McDonaldland.
Es un formato similar a Super Mario Bros. 3 o StarTropics, el juego tiene siete mundos diferentes. Cada uno comienza con una visita a un personaje McDonaldland. Sin embargo, a diferencia de juegos como Super Mario Bros. 3 , simplemente llagar al final de los distintos niveles no sirve de nada. Se necesita encontrar las Cartas Mágicas; si no consigues las cartas no logras nada en el juego.

## Argumento
Los M.C. Kids estaban sentados en una tienda de campaña una noche, leyendo un libro. Dicho libro contaba la historia de un lejano país rodeado de misterio, conocido en algunos círculos como "Mc Donald Land". El patrón de dicho país, Ronald McDonald, estaba presumiendo delante de sus amigos en un pícnic con una “Bolsa Mágica”. Sin embargo, un vil individuo llamado Hamburglar se escapa con la bolsa, y, como más tarde verás, pierde el control de ella, y ésta empieza a causar estragos por todo "Mc Donald Land". Ahora es trabajo de Mick y Mack el recuperar la Bolsa Mágica.